# Linto
Linto es una localidad del municipio cántabro de Miera, en España. Tenía en 2021 una población de 31 habitantes (INE). Se encuentra a 300 m s. n. m. y dista kilómetro y medio de La Cárcoba, capital municipal.
- Datos: Q9022810
- Multimedia: Linto / Q9022810